# Pycnocycla occidentalis
Pycnocycla occidentalis är en flockblommig växtart som beskrevs av John Hutchinson. Pycnocycla occidentalis ingår i släktet Pycnocycla och familjen flockblommiga växter. Inga underarter finns listade i Catalogue of Life.